# Rutger Backe
Rutger Backe, född 14 januari 1951 i Falkenberg, är en svensk före detta fotbollsspelare. 
Hans moderklubb är IF Böljan. Han spelade för Halmstads BK åren 1972-1981. Backe spelade 207 allsvenska matcher och gjorde 77 allsvenska mål för HBK. År 1976 blev han både skyttekung (21 mål) och svensk mästare med laget. På 1990-talet var han tränare för Falkenbergs FF och Getinge IF. Han har också tränat IS Halmia. 